# Тазирбак
Тазирба́к (рос. Тазырбак) — селище (колишній присілок) у складі Первомайського району Томської області, Росія. Входить до складу Комсомольського сільського поселення.

## Населення
Населення — 38 осіб (2010; 49 у 2002).
Національний склад (станом на 2002 рік):
- росіяни — 98 %